# DSA-272
La DSA-272 es una carretera perteneciente a la Red Secundaria de la Diputación Provincial de Salamanca que une las carreteras  DSA-260  y  DSA-270 .
Además también pasa por la localidad de Monforte de la Sierra.

## Origen y Destino
La carretera  DSA-272  tiene su origen en Mogarraz en la intersección con la carretera  DSA-260 , y termina en La Alberca, en la intersección con la carretera  DSA-270 , formando parte de la Red de carreteras de Salamanca.